# 44
44（四十四、しじゅうし、よんじゅうよん、よそよん、よそじあまりよつ）は自然数、また整数において、43の次で45の前の数である。

## 性質
- 44は合成数であり、約数は 1, 2, 4, 11, 22, 44 である。
  - 約数の和は84 。
    - 44を除いた約数の和は40であり不足数。

  - 約数を6個もつ6番目の数である。1つ前は32、次は45。
    - 約数を n 個もつ n 番目の数である。1つ前は14641。次は24137569。(オンライン整数列大辞典の数列 A073916)
- 1/44 = 0.0227… (下線部は循環節で長さは2)
  - 逆数が循環小数になる数で循環節が2になる4番目の数である。1つ前は33、次は55。(オンライン整数列大辞典の数列 A070022)
- 14番目の回文数である。1つ前は33、次は55。
  - 3つの回文数の積で表せる2番目の回文数である。1つ前は8、次は66。(オンライン整数列大辞典の数列 A078895)
- 8番目のトリボナッチ数である。1つ前は24、次は81。
- 4番目の八面体数である。1つ前は19、次は85。
- 5つのものを並べる完全順列の個数。
  - 5番目のモンモール数である。1つ前は9、次は265。
- 異なる平方数の和で表せない31個の数の中で20番目の数である。1つ前は43、次は47。
- 約数の和が44になる数は1個ある。(43) 約数の和1個で表せる17番目の数である。1つ前は40、次は57。
- 各位の和が8になる5番目の数である。1つ前は35、次は53。
- 各位の積が各位の和の2倍になる2番目の数である。1つ前は36、次は63。(オンライン整数列大辞典の数列 A062034)
- 各位の平方和が32になる最小の数である。次は404。(オンライン整数列大辞典の数列 A003132)
  - 各位の平方和が n になる最小の数である。1つ前の31は1125、次の33は144。(オンライン整数列大辞典の数列 A055016)
- 各位の立方和が128になる最小の数である。次は404。(オンライン整数列大辞典の数列 A055012)
  - 各位の立方和が n になる最小の数である。1つ前の127は115、次の129は144。(オンライン整数列大辞典の数列 A165370)
- 完全数 6 と 28 の約数の和の差が 44 である。
44 = σ(28) − σ(6) = 56 − 12 (ただし σ は約数関数)
- 1～44までの約数の個数を加えると176個になり44の4倍になる。1～n までの約数の個数が n の整数倍になる6番目の数である。1つ前は42 (4倍)、次は47 (4倍)。(オンライン整数列大辞典の数列 A050226参照)
- 九九で表せない（登場しない）4の倍数のうち最小の数。
- 44番目の三角数は990で3桁の最大数になる。いいかえると自然数を1から44まで加えていくと3桁最大数になる。1つ前は13、次は140。(オンライン整数列大辞典の数列 A095863)
- 44 = 22 × 11
  - 2つの異なる素因数の積で p2 × q の形で表せる5番目の数である。1つ前は28、次は45。(オンライン整数列大辞典の数列 A054753)
  - n = 2 のときの 11 × 2n の値とみたとき1つ前は22、次は88。(オンライン整数列大辞典の数列 A005015)
  - 44 = 11 × 4
    - n = 1 のときの 11 × 4n の値とみたとき1つ前は11、次は176。(オンライン整数列大辞典の数列 A002089)
- 44 = 22 + 22 + 62
  - 3つの平方数の和1通りで表せる21番目の数である。1つ前は43、次は45。(オンライン整数列大辞典の数列 A025321)
- 44 = 22 + 23 + 25
  - a = 2 のときの素数列 p において ap1 + ap2 + ap3 の値とみたとき1つ前は3、次は279。(オンライン整数列大辞典の数列 A133073)
- 桁の調和平均が4になる3番目の数である。1つ前は36、次は63。(オンライン整数列大辞典の数列 A062182)
例．2/1/4 + 1/4 = 4
- 44 = 43 − 33 + 23 − 13
  - n = 4 のときの |13 − 23 + … + (−1)n+1n3| の値とみたとき1つ前は20、次は81。(ただし| |は絶対値記号)(オンライン整数列大辞典の数列 A011934)
- 44 = 43 − 42 − 4
  - n = 4 のときの n3 − n2 − n の値とみたとき1つ前は15、次は95。(オンライン整数列大辞典の数列 A152015)
- 44 = {\displaystyle \sum _{k=1}^{4}(k^{2}+k+1)}
  - n = 4 のときの {\displaystyle \sum _{k=1}^{n}(k^{2}+k+1)} の値とみたとき1つ前は23、次は75。(オンライン整数列大辞典の数列 A145069)

## その他 44 に関すること
- 原子番号 44 の元素はルテニウム (Ru)。
- 第44代天皇は元正天皇である。
- 日本の第44代内閣総理大臣は幣原喜重郎である。
- 大相撲の第44代横綱は栃錦清隆である。
- アメリカ合衆国の第44代大統領はバラク・オバマである。
- アメリカ合衆国の44番目の州はワイオミング州である。
- JIS X 0401、ISO 3166-2:JPの都道府県コードの「44」は大分県。
- 第44代ローマ教皇はシクストゥス3世（在位：432年7月31日～440年8月18日）である。
- アトランタ・ブレーブスの永久欠番の一つ。ハンク・アーロンの背番号であった。
- MP44/StG44：ナチス・ドイツが開発したアサルトライフル。
- .44マグナム弾は、大口径弾薬の一種。
- 易占の六十四卦で第44番目の卦は、天風姤。
- クルアーンにおける第44番目のスーラは煙霧である。
- 関本四十四は読売ジャイアンツ、横浜大洋ホエールズなどに所属したプロ野球選手。名前の由来は父親が44歳の時に生まれたことから。
- 44 はイギリス (UK) の国際電話 国番号
- 44MAGNUM は日本のロックバンド。
- F1ドライバー、ルイス・ハミルトンが2014年から使用している固定カーナンバー。ワールドチャンピオンになっても翌シーズンはチャンピオンナンバーの「1」は使用せず引き続き「44」を使用し続けた。
- 44プロダクションは日本の芸能事務所。読みは「よんよん」。
- フォーティーフォーマネジメントは日本の芸能事務所。略称は44。44グループ。

## 符号位置
| 記号 | Unicode | JIS X 0213 | 文字参照          | 名称                     |
| ---- | ------- | ---------- | ----------------- | ------------------------ |
| ㊹   | U+32B9  | 1-8-56     | &#x32B9; &#12985; | CIRCLED DIGIT FORTY FOUR |